# Philogène Auguste Joseph Duponchel
Philogène Auguste Joseph Duponchel (* 1774 in Valenciennes; † 11. Februar 1846 im 11. Arrondissement in Paris) war französischer Militär, Verwaltungsbeamter und Entomologe.

## Leben und Wirken
Nach der Schulausbildung in Douai trat er mit 16 Jahren in die französische Armee ein. Nach seiner Entlassung aus der Armee wurde er Verwaltungsbeamter in Paris. Allerdings wurde er 1816, im Alter von 42 Jahren, gezwungen, zurückzutreten, weil er sich offen für Napoleon Bonaparte ausgesprochen hatte. Danach begann er mit dem Studium der Insekten, insbesondere der Schmetterlinge.
Ab 1821 arbeitete er am berühmten Werk l’Histoire naturelle des lépidoptères de France von Jean Baptiste Godart
(1775–1825) mit. Nach dem Tod von Godart im Jahre 1825 wurde er alleiniger Herausgeber (ab Band 6). Das (Gesamt-)Werk besteht aus 17 Bänden, von denen also 12 unter der alleinigen Regie von Duponchel erschienen sind. Die 17 Bände enthalten über 7600 Seiten und 500 farbige Tafeln. Die Autoren beschrieben darin über 4000 Arten von Schmetterlingen (Tag- und Nachtfalter).
Duponchel war Gründungsmitglied der Société entomologique de France und wurde deren erster Schatzmeister. Er war ein enger Freund von Pierre François Marie Auguste Dejean, von André Marie Constant Duméril und Pierre André Latreille.
Er ist auf dem Friedhof auf dem Montparnasse in Paris beerdigt.
Nach ihm ist die Gattung Duponchelia Zeller, 1847 aus der Familie Crambidae (Überfamilie Pyraloidea) der Schmetterlinge benannt.

## Mitgliedschaften
Duponchel war Gründungsmitglied der Société entomologique de France und wurde deren erster Schatzmeister. Er war ein enger Freund von Pierre François Marie Auguste Dejean, von André Marie Constant Duméril und Pierre André Latreille. Als 1838 La Société Cuvierienne gegründet wird, war er eines der 140 Gründungsmitglieder der Gesellschaft.

## Werke
- Jean-Baptiste Godart: Histoire Naturelle Des Lépidoptères Ou Papillons De France. Unter Mitarbeit von Philogène Auguste Joseph Duponchel, Antoine Charles Vauthier, und Paul Chrétien Romain Constant Duménil. Paris, Crevot,. (ab Bd. 6: fortgesetzt durch P. A. J. Duponchel, ab Bd. 7,2 im Verl. Méquignon-Marvis, Paris) 1821–1838.
- Philogène Auguste Joseph Duponchel: Monographie du genre Erotyle. Paris, 1825
- Philogène Auguste Joseph Duponchel: Catalogue méthodique des lépidoptères d’Europe distribués en familles, tribus et genres: avec l’exposé des caractères sur lesquels ces divisions sont fondées, et l’indication des lieux et des époques où l’on trouve chaque espèce, pour servir de complément et de rectification à l’histoire naturelle des lépidoptères de France; devenue celle des lépidoptères d’Europe par les suppléments qu’on y a ajoutés. 523 S., Paris, Méquignon-Marvis, 1844.
- Philogène Auguste Joseph Duponchel & Achille Guénée: Iconographie et histoire naturelle des chenilles, pour servir de complément à l’histoire naturelle des lépidoptères ou papillons de France de Godart et Duponchel. T.I, Diurnes. Paris, Gerner Baillière, 1849
- Philogène Auguste Joseph Duponchel & Achille Guénée: Iconographie et histoire naturelle des chenilles, pour servir de complément à l’histoire naturelle des lépidoptères ou papillons de France de Godart et Duponchel. T.II, Crepusculaires. Nocturnes. Paris, Gerner Baillière, 1849.

## Referenzen
Übersetzt aus der französischen Wikipedia
- Société Cuvierienne: Liste des Premiers Fondateurs de La Société Cuvierienne, Association universelle pour l'avancement de la Zoologie, de L'Anatomie comparée et de la Palaeontologie. In: Revue Zoologique par La Société Cuvierienne. Band 1, 1838, S. 189–192 (biodiversitylibrary.org).